# Shanweiniao cooperorum
Shanweiniao cooperorum — вид викопних енанціорнісових птахів родини Longipterygidae. Ці птахи існували на початку крейдяного періоду (122 млн років тому) на території Китаю. Голотип (номер DNHM D1878) знайдений у пластах формації Yixian у провінції Ляонін. Наразі знаходиться у Музеї природознавства Даляня.
О'Коннор та ін. (2010) виявили, що Shanweiniao є близьким родичем Longipteryx, Longirostravis і Rapaxavis, які разом утворюють кладу довгодзьобих птахів.

## Етимологія
Назва роду Shanweiniao з китайської перекладається як «віялохвостий птах», через анатомію його хвоста, що схожий на хвоста сучасних птахів, і який допомагав генерувати вертикальну підйомну силу. Вид cooperorum названий на честь Карла і Лінн Куперів, які пожертвували кошти на підтримку вивчення мезозойських птахів у Китаї.